# Богешть (комуна)
Богешть, Богешті (рум. Boghești) — комуна у повіті Вранча в Румунії. До складу комуни входять такі села (дані про населення за 2002 рік):
- Богешть (385 осіб) — адміністративний центр комуни
- Богештій-де-Сус (144 особи)
- Бікешть (211 осіб)
- Кіцкань (157 осіб)
- Плечинцень (231 особа)
- Плешешть (103 особи)
- Прісекань (250 осіб)
- Тебучешть (105 осіб)
- Югань (249 осіб)

Комуна розташована на відстані 217 км на північний схід від Бухареста, 53 км на північ від Фокшан, 111 км на південь від Ясс, 94 км на північний захід від Галаца.

## Населення
За даними перепису населення 2002 року у комуні проживали 1835 осіб. Усі жителі комуни рідною мовою назвали румунську.
Національний склад населення комуни:
| Національність | Кількість осіб | Відсоток |
| -------------- | -------------- | -------- |
| румуни         | 1834           | 99,9%    |
| угорці         | 1              | 0,1%     |

Склад населення комуни за віросповіданням:
| Релігія       | Кількість осіб | Відсоток |
| ------------- | -------------- | -------- |
| православні   | 1834           | 99,9%    |
| римо-католики | 1              | 0,1%     |